# Youssef Belkebla
Pour les articles homonymes, voir Belkebla.
Youssef Belkebla né le 5 mars 1965 à Aubervilliers est un footballeur franco-algérien, évoluant au poste d'attaquant.  
Il est le frère de la comédienne Fadila Belkebla, vue au cinéma dans Les Tuche d'Olivier Baroux (2011) et dans la série Boulevard du Palais sur France 2.

## Carrière de footballeur
- 1983-1986 : Red Star 93
- 1986-1988 : AS Saint-Étienne
- 1988-1989 : AS Beauvais
- 1989-1990 : Red Star 93

## Reconversion

### Dirigeant
Aujourd'hui, Youssef Belkebla est vice-président du FCM Aubervilliers.

## Famille
Youssef est le frère de Kamel Belkebla (actuellement entraîneur-adjoint de l'équipe de Division d'Honneur), de Karim Belkebla (directeur sportif du club FCM Aubervilliers) et de Zizek Belkebla ex footballeur professionnel et acteur (vu au cinéma dans Viva L'Adjérie de Nadir Moknèche en 2004, et à la télévision dans Plus belle la vie en 2007 sur France 3).Il est l'oncle du footballeur Haris Belkebla.